# Добре на природі
«Добре на природі» (англ. The Great Outdoors) — комедійний фільм 1988 року.

## Сюжет
Чет Ріплі вирушає відпочити з дружиною Конні і двома синами на природу, у містечко, де він колись відпочивав зі своїм батьком. Він хоче побути наодинці з природою, провести час тихо, спокійно, поспілкуватися з дітьми. Але тут несподівано приїжджає сестра дружини Кейт з багатим, самовдоволеним і огидним чоловіком і двома доньками — двійнятами і спокійний відпочинок летить коту під хвіст.